# Jos Wienen
Jakob (Jos) Wienen (Ridderkerk, 3 oktober 1960) is een Nederlandse historicus, theoloog, politicus en bestuurder. Hij is lid van het CDA. Sinds 21 september 2016 is hij burgemeester van Haarlem.

## Jeugd en loopbaan
Wienen is geboren en getogen in Ridderkerk in een hervormd gezin, met nog een broer en zus. Zij kerkten in de Wilhelminakerk in Ridderkerk, aangesloten bij de Gereformeerde Bond, een bevindelijke tot orthodoxe modaliteit binnen de Hervormde kerk. Het hervormd zijn stond in het gezin echter voorop.
Zijn vader was huisarts en runde met zijn vrouw een praktijk. Hij ging naar het vwo met Latijn op de Guido de Brès in Rotterdam. Zijn broer werd later rooms-katholiek en ging werken bij het bisdom Haarlem-Amsterdam. Zijn zus werd later predikant in de Protestantse Kerk in Nederland.
Wienen studeerde van 1979 tot 1988 geschiedenis (doctoraalexamen 1988) en van 1981 tot 1986 theologie (cum laude kandidaatsexamen 1986) aan de Rijksuniversiteit Utrecht. Tijdens zijn studie woonde hij in Utrecht en De Bilt en was hij lid van het Utrechts dispuut der Civitas Studiosorum in Fundamento Reformato Sola Scriptura. Van 1988 tot 1993 was hij werkzaam als staffunctionaris bij de Provinciale Kerkvergadering Zuid-Holland van de Nederlandse Hervormde Kerk.

## Politieke loopbaan
Wienen werd in 1986 gemeenteraadslid voor het CDA van Ridderkerk. Van 1993 tot 2001 was hij wethouder van Ridderkerk, met onder andere ruimtelijke ordening, volkshuisvesting, verkeer en vervoer en economische zaken in zijn portefeuille.
Wienen werd in 2001 benoemd tot burgemeester van Katwijk. Na de fusie met Rijnsburg en Valkenburg per 1 januari 2006 werd hij benoemd tot burgemeester van de nieuwe gemeente Katwijk. Wienen werd op 6 juli 2016 door de gemeenteraad van Haarlem voorgedragen om de nieuwe burgemeester worden. Op 21 september 2016 ging zijn benoeming daar in als opvolger van Bernt Schneiders.

## Nevenfuncties
Naast zijn politieke loopbaan staat Wienen nog regelmatig op de kansel. Als wethouder van Ridderkerk was hij vicevoorzitter van de Stadsregio Rotterdam. Als burgemeester van Katwijk was hij lid van het dagelijks bestuur van de regio Holland Rijnland. Hij was voorzitter van de asielcommissie van de Vereniging van Nederlandse Gemeenten en van de vereniging van christelijke ontwikkelingsorganisaties Prisma. Hij was redactievoorzitter van Bestuursforum, het maandblad voor decentrale CDA-politici.

## Persoonlijk
Wienen is hervormd, hertrouwd en heeft vier kinderen. In oktober 2018 werd bekend dat Wienen al enige tijd onder strenge bewaking functioneerde vanwege ernstige bedreigingen aan zijn adres. De bedreigingen zouden te maken hebben met zijn beleid ten opzichte van de criminaliteit in Haarlem. In februari 2019 nam Jos Wienen de Machiavelliprijs 2018 in ontvangst die toegekend was aan alle bedreigde burgemeesters in Nederland. Aangezien Jos Wienen het zwaarst bedreigd wordt van alle burgemeesters en op dat moment al een halfjaar noodgedwongen in een safe-house woonde, kreeg hij het beeld uitgereikt.
- International Standard Name Identifier: 0000 0003 8856 1058
- Nederlandse Thesaurus van Auteursnamen: 16568061X
- Virtual International Authority File: 281800927
- WorldCat: E39PBJpJdv43g8HKdF93Rjrpfq